# دان اولوفسون
دان اولوفسون (بالسويدية: Dan Olofsson)‏ هو رائد أعمال سويدي، ولد في 24 سبتمبر 1950 في Ekenäs, Finland ‏ في فنلندا.
في سنة 2001، أصبح الرئيس التنفيذي لشركات التكنولوجيا Sigma، Epsilon و Teleca.